# AC Horsens
El Alliance Club Horsens es un equipo de fútbol profesional de Dinamarca. Está situado en Horsens, una ciudad de la región de Jutlandia. Fue fundado en 1994, cuando el Horsens fS absorbió a otros 2 clubes locales.
Juega en la Primera División de Dinamarca, la segunda categoría de fútbol de Dinamarca.

## Historia
El club surgió a partir de que el Horsens fS absorbiera a 2 equipos de la región, el Dagnæs IF y el B 1940. El nuevo equipo comenzó a jugar en la Primera División Danesa (segunda categoría del país) debido a que el Horsens fS quedó quinto la pasada temporada. Sin embargo, el club tuvo varios problemas en sus comienzos y llegó a pasar 2 temporadas en la Segunda División.
En la campaña 1997-98 el club regresa a Primera División y comienza a asentarse como uno de los clubes principales de su categoría, luchando por la promoción a la Superliga Danesa durante 5 temporadas seguidas. Finalmente lograría el ascenso en la temporada 2003-04, además de lograr llegar a las semifinales de la Copa de Dinamarca
En su primer año en la SAS Ligaen el equipo se caracterizó por su juego defensivo, y logró mantener la categoría tras quedar en décimo lugar con una cifra récord en empates (13 en total). En campañas posteriores los fichajes del equipo, y cambios en el esquema de juego, hicieron que el AC Horsens lograse su mejor puesto en 2008, con un quinto lugar. 
El club es principalmente reconocido en Dinamarca y Europa por su buen trabajo de formación al desarrollar jóvenes prospectos locales y extranjeros. En el presente el equipo lucha por consolidarse en la Superliga danesa.

## Uniforme
- Uniforme local: Camiseta, pantalón y medias amarillas.
- Uniforme alternativo: Camiseta gris y negra, pantalón y medias negras

## Estadio
El equipo disputa sus partidos como local en el Casa Arena Horsens. Tiene capacidad para 11.000 personas y césped natural.
El estadio se emplea además para albergar importantes conciertos. Entre los artistas que han actuado ahí destacan Madonna, The Rolling Stones o REM entre otros.

## Equipos hermanados
Actualmente está hermanado con el prestigioso equipo español Real Club Deportivo Español.

## Entrenadores
- Per Bie (1994)
- Christian Møller (199?–9?)
- Kim Poulsen (1996–97)
- Troels Bech (1998–99)
- Kim Poulsen (1999)
- Christian Møller (199?–0?)
- Kent Nielsen (julio de 2002 – diciembre de 2008)
- Henrik Jensen (enero de 2008–junio de 2009)
- Johnny Mølby (julio de 2009–junio de 2014)
- Bo Henriksen (junio de 2014-agosto de 2020)
- Jonas Dal (agosto de 2020-diciembre de 2020)
- Jen Berthel Askou (enero de 2021-)

## Participación en competiciones de la UEFA
| Temporada | Torneo             | Ronda            | Club        | Ida | Vuelta | Global |
| --------- | ------------------ | ---------------- | ----------- | --- | ------ | ------ |
| 2012/13   | UEFA Europa League | Clasificatoria 3 | Elfsborg    | 1–1 | 3–2    | 4–3    |
| 2012/13   | UEFA Europa League | Play-off         | Sporting CP | 1–1 | 0–5    | 1–6    |